# Avşarsöğütlü, Tomarza
Avşarsöğütlü là một xã thuộc huyện Tomarza, tỉnh Kayseri, Thổ Nhĩ Kỳ. Dân số thời điểm năm 2008 là 286 người. Trước xã này thuộc huyện Pınarbaşı.